# Белаль Енаба
Белаль Енаба (17 лютого 1973) — єгипетський хокеїст на траві. Учасник чоловічого турніру на літніх Олімпійських іграх 2004, де його збірна посіла 12-те місце. Зіграв 7 матчів і забив 1 гол у ворота збірної Німеччини.